# カーター・ハウス (テネシー州フランクリン)
カーター・ハウス (The Carter House ) は、アメリカ合衆国テネシー州フランクリンコロンビア通り1140番地に位置する歴史的邸宅。第二次フランクリンの戦いの終結まで、カーター一家はこの邸宅の地下室に隠れていた。テネシー州の歴史的な場所として、非営利団体The Battle of Franklin Trust が運営しており、アメリカ合衆国国定歴史建造物、アメリカ合衆国寄贈資産、フランクリンの戦場の中心地である。
1830年、ファウンテン・ブランチ・カーターはこの邸宅を完成させた。レンガで作られたこのフェデラル様式の農家の邸宅の他に屋外に農具小屋、燻製小屋、キッチンなどがあった。1850年代、カーターは綿花から種を取り除く綿繰り場を建てた。南北戦争の一部である1864年の第二次フランクリンの戦いの地としてより知られている。現在綿繰り場は存在しないが、邸宅と他の3つの小屋は当時のまま残されており、1,000箇所以上にも及ぶ弾痕は南北戦争の悲惨さを物語っている。
第二次フランクリンの戦いにおいて、カーター・ハウスは重要な役割を担った。戦いに先んじて、邸宅は北軍のジェイコブ・ドルソン・コックス准将率いる第23部隊の本部として使用された。コロンビア通り東西に伸びる北軍の胸壁が邸宅の南側に建てられた。戦いの間、カーター一家は地下室に避難していた。
ファウンテン・ブランチ・カーターの息子の1人であるトッド・カーターはこの戦いで重傷を負った。戦いの翌朝、彼が発見されて邸宅に運ばれてきた時、彼はまだ生きていた。取り乱す家族に見守られ、数時間後の1864年12月2日、この傷により亡くなり、町の北にあるレスト・ヘヴン墓地に埋葬された。彼は第20テネシー歩兵隊に入隊し、フランクリンの戦いに参加するため3年ぶりに帰郷したのであった。現在、この邸宅ではツアーが行なわれており、トッド・カーターが亡くなった部屋がハイライトの1つとなっている。
カーター・ハウスのツアーは毎日行なわれている。テネシー州がこの邸宅を所有しており、カーントン・プランテーションを管理する非営利団体The Battle of Franklin Trust が運営している。

## 関連事項
それぞれフランクリンの戦場の1つでアメリカ合衆国国家歴史登録財に指定されている。
- ウインステッド・ヒル
- カーントン・プランテーション
- フォート・グランガー